# ドルボド・モンゴル族自治県
ドルボド・モンゴル族自治県（ドルボド-モンゴルぞく-じちけん、モンゴル語: ᠳᠥᠷᠪᠡᠳ
ᠮᠣᠩᠭᠣᠯ
ᠥᠪᠡᠷᠲᠡᠭᠡᠨ
ᠵᠠᠰᠠᠬᠤ
ᠰᠢᠶᠠᠨ、転写: Dörböd Moŋɣol öbertegen jasaqu siyan）は、中華人民共和国黒竜江省大慶市に位置する自治県。

## 歴史
「ドルボ」はモンゴル語で「四」を意味する。15世紀、ジョチ・カサルの16代目の子孫であるアイナガがこの地で牧畜を行い、ドルベト部（ドルボド部）と称した。
清初の1648年（順治5年）、ドルボド部はドルボド旗に改められ、ジェリム盟（哲里木盟）に属するようになった。1906年（光緒32年）2月、東清鉄道安達駅付近は安達庁に移管され、同年10月にはドナイ站（多耐站、現在のホジュール・トゥーム・バルガス（胡吉吐莫鎮）東吐莫村南東部）にドルボド沿江荒務行局が設置され、1927年以降は泰康設治局、中華民国が成立すると黒竜江省の管轄となった。
満洲国が成立すると1933年10月1日に泰康設治局は泰康県に改称され、1934年以降は竜江省の管轄とされた。1940年、泰康県が廃止されドルボド旗に編入された。
1945年、満洲国が崩壊するとドルボド旗は嫩江省の管轄とされ、1946年4月の旗県の分設の際に泰康県政府は泰康鎮、ドルボド旗政府はバヤン・チャガーン（巴彦査干）に設置された。同年8月泰康県が廃止されドルボド旗に統合され、1956年10月10日にドルボド・モンゴル族自治県に改編され現在に至る。

## 行政区画
5バルガス（鎮）、6郷を管轄
- バルガス（鎮）
  - 泰康鎮
  - 煙筒屯鎮
  - ホジュール・トゥーム・バルガス（胡吉吐莫鎮）
  - タライーン・ヒャグ・バルガス（他拉哈鎮）
  - 連環湖鎮
- 郷
  - 一心郷
  - ケルタイ郷（克爾台郷）
  - オロイーン・シボー郷（敖林西伯郷）
  - バヤン・チャガーン郷（巴彦査干郷）
  - 腰新郷
  - 江湾郷

## 交通

### 鉄道
- 中国鉄路総公司
  - 哈斉旅客専用線

（ハルビン方面）- ドルボド駅 -（チチハル方面）
  - 浜洲線

（ハルビン方面）- 高家駅 - ドルボド駅 - 煙筒屯駅 -（満洲里方面）

## 健康・医療・衛生
- ドルボド・モンゴル族自治県人民医院
- ドルボド県人民医院
- ドルボド県衛生防疫站